# 馬氏盾豆娘魚
馬氏盾豆娘魚（學名：Parma mccullochi），為輻鰭魚綱雀鯛科盾豆娘魚屬下的一個種，分布於東印度洋澳洲西部，位於雷謝切群島和阿布洛霍斯群島海域，深度2至25公尺，本魚體呈卵圓形且側扁，吻短鈍，體被櫛鱗，幼魚體上半部藍色，並帶有數條亮藍色細縱紋，下半部黃色，成魚體色黃色至藍灰色，頭部帶有不規則的深色斑塊，背鰭硬棘13枚、背鰭軟條18-19枚、臀鰭硬棘2枚、臀鰭軟條14-15枚，體長可達20公分，棲息在岩礁，以藻類為食，繁殖期時成對出現，雄魚會守護卵直到孵化，生活習性不明。